# Rhyne Williams
Rhyne Williams (Knoxville, 22 maart 1991) is een Amerikaanse tennisser. Hij heeft geen ATP-toernooi gewonnen, maar deed al wel mee aan grandslamtoernooien. Hij stond één keer in de finale van een ATP-toernooi, en dit in het dubbelspel. Hij heeft één challenger in het enkelspel en twee challengers in het dubbelspel op zijn naam staan.

## Palmares

### Palmares enkelspel
| Nr.                  | Datum           | Toernooi | Ondergrond    | Tegenstander in finale | Score    |
| -------------------- | --------------- | -------- | ------------- | ---------------------- | -------- |
| Gewonnen challengers |                 |          |               |                        |          |
| 1.                   | 4 februari 2013 | Dallas   | Hardcourt (i) | Robby Ginepri          | 7-5, 6-3 |

### Palmares dubbelspel
| Nr.                              | Datum          | Toernooi    | Ondergrond | Partner         | Tegenstanders in finale              | Score               | Details |
| -------------------------------- | -------------- | ----------- | ---------- | --------------- | ------------------------------------ | ------------------- | ------- |
| Verloren finales herendubbel     |                |             |            |                 |                                      |                     |         |
| 1.                               | 14 juli 2013   | ATP Newport | Gras       | Tim Smyczek     | Nicolas Mahut Édouard Roger-Vasselin | 7-6(4), 2-6, [5-10] | Details |
| Gewonnen challengers herendubbel |                |             |            |                 |                                      |                     |         |
| 1.                               | 1 oktober 2012 | Sacramento  | Hardcourt  | Tennys Sandgren | Devin Britton Austin Krajicek        | 4-6, 6-4, [12-10]   |         |
| 2.                               | 7 oktober 2013 | Tiburon     | Hardcourt  | Austin Krajicek | Bradley Klahn Rajeev Ram             | 6-4, 6-1            |         |

## Prestatietabellen
| Legenda | Legenda                          |
| ------- | -------------------------------- |
| g.t.    | geen toernooi gehouden           |
| l.c.    | lagere categorie                 |
| –       | niet deelgenomen                 |
| G       | uitgeschakeld in de groepsfase   |
| 1R      | uitgeschakeld in de eerste ronde |
| 2R      | uitgeschakeld in de tweede ronde |
| 3R      | uitgeschakeld in de derde ronde  |
| 4R      | uitgeschakeld in de vierde ronde |
| KF      | uitgeschakeld in de kwartfinale  |
| HF      | uitgeschakeld in de halve finale |
| F       | de finale verloren               |
| W       | het toernooi gewonnen            |
| w-v     | winst/verlies-balans             |

### Prestatietabel enkelspel
| Grandslamtoernooien   |     |      |      |        |
| Australian Open       | –   | 1R   | 1R   | 0-2    |
| Roland Garros         | –   | 1R   | –    | 0-1    |
| Wimbledon             | –   | –    | –    | 0-0    |
| US Open               | 1R  | 1R   | –    | 0-2    |
| Winst-verlies         | 0–1 | 0–3  | 0–1  | 0-5    |
| ATP World Tour Finals |     |      |      |        |
| ATP World Tour Finals | –   | –    | –    | 0-0    |
| ATP Masters 1000      |     |      |      |        |
| Indian Wells          | 1R  | –    | 1R   | 0-2    |
| Miami                 | –   | 1R   | –    | 0-1    |
| Monte Carlo           | –   | –    | –    | 0–0    |
| Rome                  | –   | –    | –    | 0-0    |
| Madrid                | –   | –    | –    | 0-0    |
| Montréal/Toronto      | –   | –    | –    | 0–0    |
| Cincinnati            | –   | –    | –    | 0-0    |
| Shanghai              | –   | –    | –    | 0–0    |
| Parijs                | –   | –    | –    | 0-0    |
| Olympische Spelen     |     |      |      |        |
| Olympische Spelen     | –   | g.t. | g.t. | 0-0    |
| Statistieken          |     |      |      |        |
| Totaal aantal titels  | 0   | 0    | 0    | 0      |
| Totaal winst-verlies  | 0-2 | 5-11 | 2-4  | 7-18   |
| Eindejaarsranking     | 226 | 162  | 538  | n.v.t. |

### Prestatietabel (Grand Slam) dubbelspel
| Grandslamtoernooien   |      |        |
| Australian Open       | –    | 0-0    |
| Roland Garros         | –    | 0-0    |
| Wimbledon             | –    | 0-0    |
| US Open               | 1R   | 0-1    |
| Winst-verlies         | 0–1  | 0-1    |
| ATP World Tour Finals |      |        |
| ATP World Tour Finals | –    | 0-0    |
| Olympische Spelen     |      |        |
| Olympische Spelen     | g.t. | 0-0    |
| Statistieken          |      |        |
| Totaal aantal titels  | 0    | 0      |
| Eindejaarsranking     | 555  | n.v.t. |